# The Underachievers
The Underachievers (A Escola Noturna (título em Portugal) ) é um filme de comédia produzido nos Estados Unidos, dirigido por Jackie Kong e lançado em 1987.